# 手塚光盛
手塚 光盛（てづか みつもり、? - 寿永3年（1184年））は、平安時代末期の武将。諏訪神社下社の祝部である金刺氏の一族。手塚別当の子（甥とも）。兄に金刺盛澄。通称は太郎。
『源平盛衰記』では信濃国諏訪郡の住人と記されているが、近年の研究により、居館跡や流鏑馬の遺構・光盛の菩提を弔った五輪塔や寺跡など手塚氏関連のものが多数残されている点、山梨県の大善寺に所蔵される三枝氏系図などにより、光盛をはじめとする手塚氏は上田市の手塚地区を本拠としていたと推定される。しかしながら、現代において、上田市手塚地区に手塚姓の家系は存在しない（引越により2020年現在1世帯）。
石川県加賀市手塚町は手塚太郎光盛に因んで手塚町と付けられている。

## 経歴
治承4年（1180年）、源義仲が挙兵するとその麾下に参加し、有力な部将の一人となる。寿永2年（1183年）、篠原の戦いに従軍。その際に斎藤実盛を討ち取った際の逸話は、『平家物語』において著名である。
平維盛の十万の軍勢は倶利伽羅峠の合戦で源義仲（木曾義仲）軍に大敗北する。維盛は兵を引き加賀国の篠原で立て直すも篠原の戦いで敗北し総崩れとなる。斎藤実盛は老齢である事を隠す為に白髪を墨で黒く染め、平維盛に願い出て総大将が着る錦の直垂を着用し平家1騎のみで奮闘する。手塚光盛は名乗りを挙げるが相手は(お主を疑っているわけでは無いが考え有っての事、名を名乗る事は出来ない、近くに寄れ、戦おうぞ手塚。お前は日ノ本一の力自慢と組んだ事を名誉と思え。)討ち果たした光盛は不思議な平家の総大将の首を提げ義仲の陣に帰って来るなり不思議な戦いの経緯を説明した。
そして首実検も出来ずにいた。その首を樋口兼光に見せた、兼光はこの首には覚えがあるが実盛なら既に70歳を超えているはず。これを聞いた木曽義仲はもしやと思い近くの池で首を洗わせた。みるみると黒髪が白髪に変わった。名を名乗らない事も分かった、その人物の首は木曽義仲が産まれて2歳頃で命の恩人の斎藤実盛だった。『木曽義仲は人目もはばからず声を上げて泣いた。』
義仲の家臣も光盛も経緯が分かり涙したと言う。
寿永3年1月、源範頼、義経の追討軍と戦い、主君義仲と共に戦死。最後まで義仲に従った四騎の内の一人であったという。
近江国粟津（現在の滋賀県大津市）で討ち死にした。（粟津の戦い）
平家物語、源平盛衰記では討死となっているが「義仲のかくし城」によると
手塚太郎光盛は怪我を負いながら今の大阪帝塚山まで逃げて来た。
帝塚山に数年滞在する内に嫁子をもうけ傷が癒え。信濃の木曾に向かい樋口兼光の遺児時兼と再会し観音堂を建立し義仲を弔った。手塚光盛は今の木曽町福島で西光寺を建立し住職を置き、今の松本市芳川にて村井城を築城し城主となるが、嫡子熊王丸に城主を譲り身を引く。その後、義仲の遺児の義重は仁科の養子になっており源義仲（木曾義仲）の遺児、仁科義重の補佐をし今の長野県北安曇郡池田町の白駒城を築城し熊王丸と樋口時兼で固める。しかし、樋口時兼は失脚してしまう。
大阪府松原市城連寺・池内墓地 墓地中央に迎え地蔵堂がある。その手前に「十世孫手束太郎源光盛」と刻んだ墓石が祀られている。
手塚光盛の子孫は名を手塚から手束に変えて手塚光盛を供養している。
伝承
- 手塚太郎光盛の墓・長野県上田市手塚・長野県上田市諏訪形2907。
- 手塚太郎光盛の供養塔・大阪府松原市城連寺。
- 斎藤実盛の首を洗ったとされる池［首洗いの池］  石川県加賀市手塚町
- 斎藤実盛の墓・  石川県加賀市篠原

手塚光盛の晩年
- 手塚光盛は今の木曽町日義に屋敷を構え余生を過ごした。
- 諏訪で余生を過ごした。
- 大阪の帝塚山に戻り余生を過ごした。
- 上田塩田平にて余生を過ごした。

樋口時兼の子孫が
樋口行時である。

## 先祖子孫など
- 五世祖父：藤澤清直（次郎）、住 信州藤澤[2]
- 高祖父：藤澤義賢（次郎左衛門）、生 信州藤澤[2]
- 曾祖父：手塚経賢（太郎）、生国 信州藤澤[2]
- 祖父：手塚信澄（太郎）[2]
- 父：手塚信綱（又太郎）、生国 信州[2]
- 子：手塚光清（小太郎）、生国 信濃[2]
- 孫：手塚光行（太郎大夫）[2]
- 曾孫：手塚光親[2]
- 後裔：手塚吉兵衛[2][3]
- 後裔：手塚盛行（弥兵衛）、吉兵衛の子[2][4]。蘭医。水戸威公（徳川頼房）に仕えた。漫画家手塚治虫の9代前の先祖。

- 歌舞伎『源平布引滝』の『実盛物語』では手塚光盛は源行綱と瀬尾兼氏の娘の間の子どもという設定となっており、母親が源氏の白旗を片手を犠牲にして守ったことから、斎藤実盛に源氏の白旗を守った片手のために塚を立て「手塚」を苗字とし、母の形見の刀の銘にある「光盛」を名乗るが良いと言われる。
- 御伽草子の『唐糸草子』には、光盛の死後における娘・唐糸と孫娘・万寿の身上が描かれている。
- 小説家の海音寺潮五郎は、義仲の側室の一人・山吹御前は光盛の兄盛澄の娘である、との説を唱えている[5]。
- 後代において光盛の末裔を称する者に、江戸時代後期の蘭学者・手塚良仙やその子孫である昭和の漫画家・手塚治虫[6][7]などがいる。
- 諏訪大社下社の金刺氏と上社の諏訪氏の系図には諸説あり、両氏の祖を同じとする説と別とする説とが存在する。藤沢氏については諏訪氏から分かれたとする有力な説があり、それに従えば手塚氏は諏訪氏一族という事になるが、近年においては手塚氏は金刺氏一族とする説がより一般的である。
- 上原榮治：「手塚太郎金刺光盛 ―手塚一族の後裔はどこへ？―」、グリーン美術出版（2015年7月）。※ 自費出版
- 「【長野県上田市】手塚太郎金刺光盛ゆかりの地」、虫マップ-手塚治虫ゆかりの地を訪ねて-